# 魯德卡河

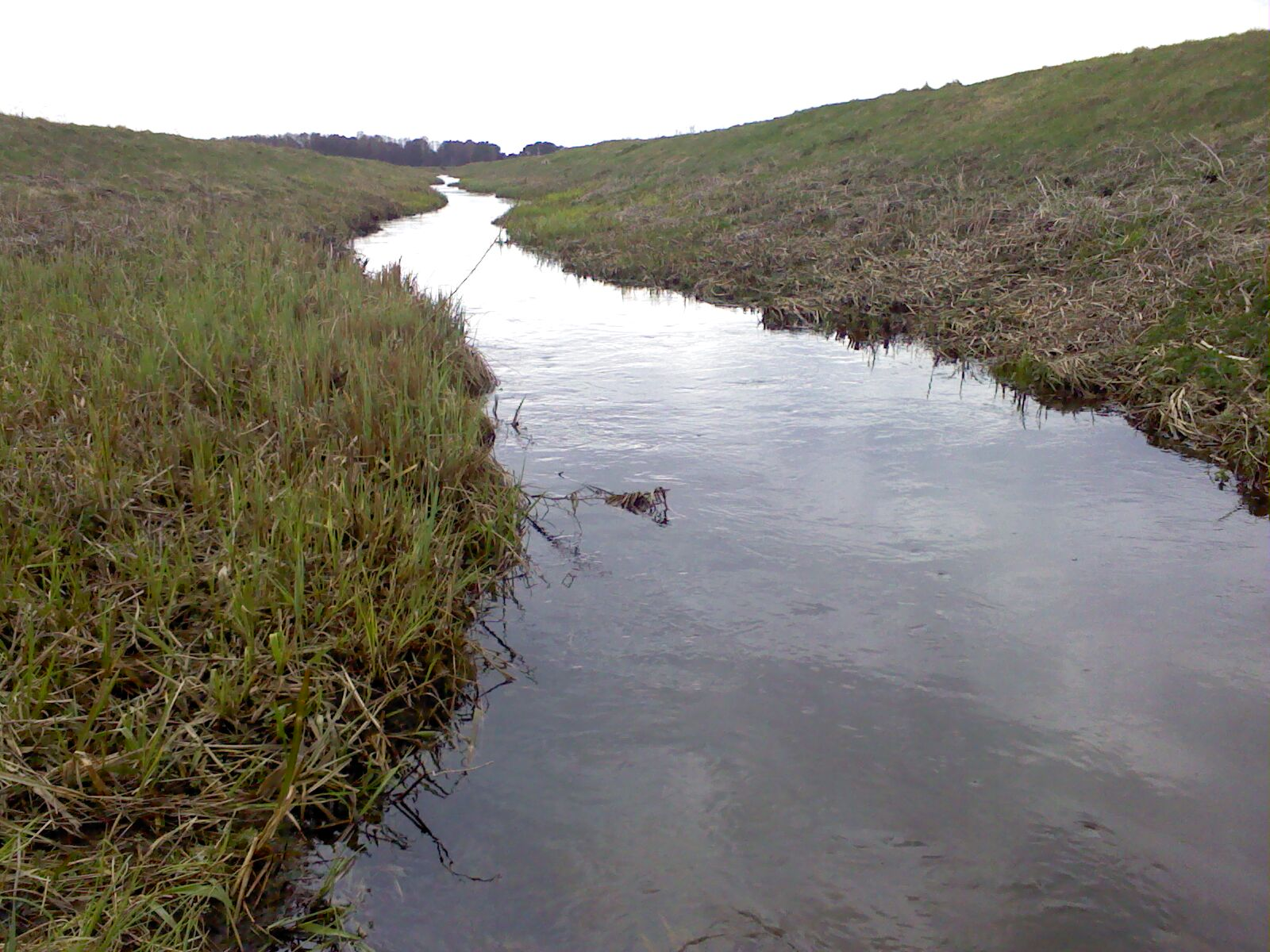

魯德卡河（烏克蘭語：Рудка），是烏克蘭西北部的河流，屬於圖里亞河的左支流。該河流經沃倫州的科韋利區，河道全長31公里，流域面積167平方公里。